# Pour Down Like Silver
Pour Down Like Silver è il quarto album del cantautore britannico Richard Thompson, il terzo a nome Richard e Linda Thompson. Pubblicato nel novembre 1975, è stato registrato nell'estate precedente. I Thompsons si convertirono nel 1974 al sufismo e si trasferirono in una comune a Londra. Le canzoni di quest'album, a differenza dei precedenti, riflettono sulla loro nuova fede e il sollievo che Richard Thompson aveva trovato in quel credo. L'album prende il titolo da un verso della canzone Night Comes In.

## Tracce
Lato A
1. Streets of Paradise – 4:17 (Richard Thompson)
2. For Shame of Doing Wrong – 4:44 (Richard Thompson)
3. The Poor Boy Is Taken Away – 3:35 (Richard Thompson)
4. Night Comes In – 8:12 (Richard Thompson)

Durata totale: 20:48
Lato B
1. Jet Plane in a Rocking Chair – 2:48 (Richard Thompson)
2. Beat The Retreat – 5:52 (Richard Thompson)
3. Hard Luck Stories – 3:51 (Richard Thompson)
4. Dimming of the Day/Dargai – 7:16 (Richard Thompson (1); James Scott Skinner, arrangiamento di Richard Thompson (2))

Durata totale: 19:47

## Musicisti
- Richard Thompson - chitarre, voce, mandolino (3,7), banjo (8), dulcimer appalachiano (3,6), dulcimer (4), armonium (8) e piano elettrico (8)
- Linda Thompson - voce
- Dave Pegg - basso elettrico (1,2,7)
- Pat Donaldson - basso elettrico (3-6,8)
- Timi Donalds - batteria (3-6,8)
- Dave Mattacks - batteria (1,2,7)
- John Kirkpatrick - fisarmonica (1,2,5,7), concertina
- Ian Whiteman - flauto (5,8), shakuhachi (6)
- Aly Bain - violino (2,5)[1]
- Nic Jones - violino (2, 5)[1]
- Henry Lowther - tromba
- Clare Lowther - violoncello (2,5)
- Jack Brymer - clarinetto (8)[2]